# Капо ла Рипа (Витербо)
Капо ла Рипа је насеље у Италији у округу Витербо, региону Лацио.
Према процени из 2011. у насељу је живело 26 становника. Насеље се налази на надморској висини од 182 м.